# 하워드 웨이츠킨
하워드 웨이츠킨(Howard Waitzkin)은 미국의 의사, 사회학자이다. 사회의학적인 연구방법을 사용하여 환자-의사 관계, 미국과 남미의 의료체계 연구, 신자유주의 의료 모델, 제국주의와 건강 등에 관하여 연구하였다.

## 주요 저서
- The Politics of Medical Encounters: How Patients and Doctors Deal with Social Problems (1991). ISBN 978-0-300-04949-7
- The Second Sickness: Contradictions of Capitalist Health Care (2nd ed.) (2000). ISBN 978-0-8476-9887-5
- At the Front Lines of Medicine (2001). ISBN 978-0-7425-0131-7
- Health Care Under the Knife: Moving Beyond Capitalism for Our Health (2018). ISBN 978-1-58367-674-5

## 같이 보기
- 오바마 케어
- 비센트 나바로